# فهد خلفان
فهد خلفان (انگلیسی: Fahad Khalfan؛ زادهٔ ۲۳ مارس ۱۹۹۲) یک بازیکن فوتبال اهل قطر است.

## باشگاهی
از باشگاه‌هایی که در آن بازی کرده‌است می‌توان به السیلیه، الشحانیه، الریان اشاره کرد.

## تیم ملی
وی همچنین در تیم ملی فوتبال قطر بازی کرده است.